# Coelogyne kelamensis
Coelogyne kelamensis J.J.Sm., 1910 è una pianta della famiglia delle Orchidacee endemica del Borneo.

## Descrizione
È un'orchidea di piccole dimensioni a crescita terricola (geofita) ed occasionalmente epifita. C. kelamensis presenta pseudobulbi distanziati 3 - 3,5 centimetri, eretti, di forma snella ed allungata che portano al loro apice una singola foglia picciolata, coriacea, di colore rosso, di forma da obovata a oblungo-ellittica, ad apice acuto, scanalata, plicata, dotata di 5 nervature. La fioritura avviene mediante un'infiorescenza, aggettante dalla base di uno pseudobulbo nuovo, da eretta a suberetta, lunga mediamente 12-13 centimetri, portante fino a 11 fiori. Questi sono grandi mediamente 3 centimetri, di trama molto sottile e di colore prevalentemente rosso, presentano sepali di forma lanceolata, molto più grandi dei petali e labello trilobato.

## Distribuzione e habitat
Pianta originaria del Borneo dove cresce terricola (geofita) ed occasionalmente epifita, in zone a clima caldo.

## Coltivazione
Queste piante sono meglio coltivate in vaso, in terreno di media consistenza e ben drenato, come le cortecce d'abete. Richiedono una posizione in ombra, temendo la piena luce del sole con temperature calde per tutto il corso dell'anno..